# Centrale nucleare di Hanul
La centrale nucleare di Hanul, precedentemente conosciuta come centrale nucleare di Ulchin è una centrale nucleare sudcoreana situata presso la città di Ulchin nella provincia del Nord Gyeongsang; il complesso energetico è composto da due sezioni, di cui Ulchin è la sezione originaria.
L'impianto è composto da 6 reattori PWR per 5.873 MW totali.